# San Luis (miasto w Argentynie)
San Luis – miasto w środkowej Argentynie, przy Drodze Panamerykańskiej, stolica prowincji San Luis.
W mieście zginął generał Teofil Iwanowski (1874).
W mieście rozwinął się przemysł spożywczy, włókienniczy oraz odzieżowy.